# Gasstjärnen
Gasstjärnen är en sjö i Vansbro kommun i Dalarna och ingår i Dalälvens huvudavrinningsområde. Sjön har en area på 0,0592 kvadratkilometer och ligger 243 meter över havet.

## Delavrinningsområde
Gasstjärnen ingår i det delavrinningsområde (671586-142327) som SMHI kallar för Mynnar i Västerdalälvens vattendragsyta. Medelhöjden är 237 meter över havet och ytan är 12,29 kvadratkilometer. Räknas de 29 avrinningsområdena uppströms in blir den ackumulerade arean 191,83 kvadratkilometer. Noret som avvattnar avrinningsområdet har biflödesordning 3, vilket innebär att vattnet flödar genom totalt 3 vattendrag innan det når havet efter 302 kilometer. Avrinningsområdet består mestadels av skog (27 procent), öppen mark (25 procent) och jordbruk (27 procent). Avrinningsområdet har 0,06 kvadratkilometer vattenytor vilket ger det en sjöprocent på 0,5 procent. Bebyggelsen i området täcker en yta av 1,1 kvadratkilometer eller 9 procent av avrinningsområdet.